# Pellifronia jungi
Pellifronia jungi é uma espécie de gastrópode do gênero Pellifronia, pertencente a família Terebridae.

## Descrição
O comprimento da concha varia entre 30 mm a 63 mm.

## Distribuição
Esta espécie é distribuída no Mar da China Oriental e no Oceano Pacífico, ao longo dos Ilhas Salomão.